# Stanisława Samulowska
Stanisława Samulowska (21. ledna 1865, Woryty – 6. prosince 1950, Ciudad de Guatemala) byla polská řeholnice a členka Kongregace Milosrdných sester svatého Vincence de Paul a je služebnice Boží katolické církve.

## Život
Narodila se 21. ledna 1865 jako Barbara Samulowska v Worytech. Byla nejmladší ze tří dětí. Byla vychována v pokorné a zbožné rodině. Od 27. června do 16. září 1877 v Gietrzwaldu měla zjevení Panny Marie. Vzhledem k hrozbě zatčení byla knězem Augustynem Weichslalem umístěna do kláštera Milosrdných sester svatého Vincence de Paul v Lidzbarku Warmińskim. Poté byla se svými sestrami přestěhována do Chełmna. Své základní vzdělání si doplnila v Domě Svatého Josefa v Pelplině. Vstoupila do Kongregace Milosrdných sester svatého Vincence de Paul v Chełmnu, postulát se zabýval formací spirituality kongregace. Poté odešla do Paříže do hlavního domu Milosrdných sester a pokračovala ve formaci. Dne 2. února 1889 složila své první sliby čistoty, chudoby, poslušnosti a služby chudým.
Po jedenácti letech v Paříži roku 1895 odešla do Guatemaly, kde se stala ředitelkou semináře. V letech 1907 až 1917 sloužila jako zdravotní sestra v nemocnici v Antigue,Quetzaltenangu a Guatemale. Roku 1919 se stala asistentkou provincie. Několik let vedla sirotčinec v Guatemale. Poté se roku 1940 vrátila do hlavní nemocnice. Sestra Stanisława měla velké pouto k Bohu a láska k nejsvětější Matce pronikla do její činnosti.
Zemřela 6. prosince 1950 v Ciudad de Guatemala, kde je také pohřbena. Proces jejího blahořečení byl zahájen 22. září 2004 v diecézi Warmia. V současné době jí náleží titul Služebnice Boží.